# Église Santa Maria Egiziaca a Forcella
L'église Santa Maria Egiziaca a Forcella (Sainte-Marie-l'Égyptienne-de-Forcella) est une église baroque du cœur historique de Naples, inscrite en 1995 au patrimoine mondial de l'UNESCO. Elle est dédiée à sainte Marie l'Égyptienne et dépend de l'archidiocèse de Naples. L'église se trouve derrière le quartier populaire de Forcella, face au corso Umberto I (le Rettifilo). C'est un exemple des plus réussis du baroque napolitain.

## Histoire
L'église et son couvent annexe sont fondés en 1342 selon le bon vouloir de la reine Sancha d'Aragon pour accueillir les « femmes repenties ». Ils sont soumis à une réfection totale entre le XVIe siècle et le XVIIe siècle, d'abord par Gabriele d'Agnolo, puis par Dionisio Lazzari en 1684. L'église est refaite en style baroque selon un plan elliptique.
Avant les grands chantiers de restauration urbaine de la ville de Naples à la fin du XIXe siècle, l'église donnait sur la piazza dell'Olmo (d'où son appellation alternative de Santa Maria Egiziaca dell'Olmo). Avec la percée du nouveau corso Umberto I, une façade latérale est construite en style éclectique le long de cette voie.
Dans la première moitié du XXe siècle, l'ancien couvent est transformé en hôpital, baptisé plus tard du nom du cardinal Alessio Ascalesi.

## Description
L'intérieur de l'église est revêtu de marbres polychromes selon les dessins de Niccolò Tagliacozzi Canale. Les quatre orgues et la petite tribune présentent des  ornementations sculptées dorées. Sur les côtés du chœur, des grandes fenêtres et à la base de la coupole, on remarque des tableaux de Paolo de Maio et, dans la troisième chapelle de droite, deux toiles de Francesco Solimena, La Vierge entourée d'anges avec sainte Claire et Saint Gaëtan et Saint François.
Le maître-autel est une œuvre de Gennaro Ragozzino en 1713, avec un tableau d'Andrea Vaccaro datant de 1668 et représentant Sainte Marie l'Égyptienne recevant la communion. De chaque côté du maître-autel se trouvent un tableau représentant La Conversion de sainte Marie l'Égyptienne et un autre, La Fuite d'Égypte de sainte Marie l'Égyptienne, tous les deux de Luca Giordano.
Parmi les tableaux présents dans l'église, l'on distingue La Vierge avec saint Augustin et sainte Monique de Solimena, Notre-Dame du Rosaire de Santafede et Saint Nicolas de Farelli.
Une autre église de Naples est consacrée à Marie l'Égyptienne; il s'agit de l'église Santa Maria Egiziaca a Pizzofalcone.

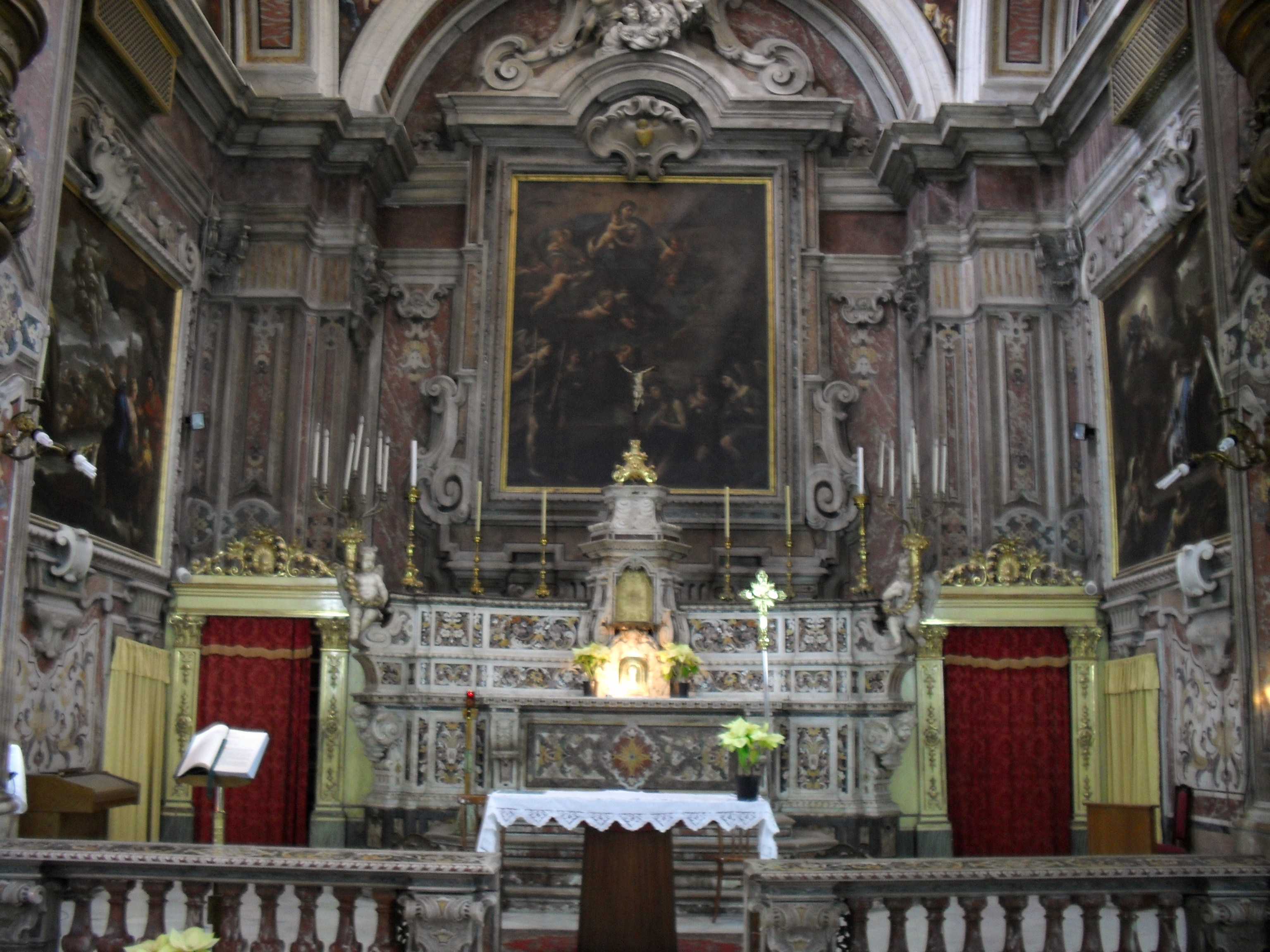
Le maître-autel et le chœur.
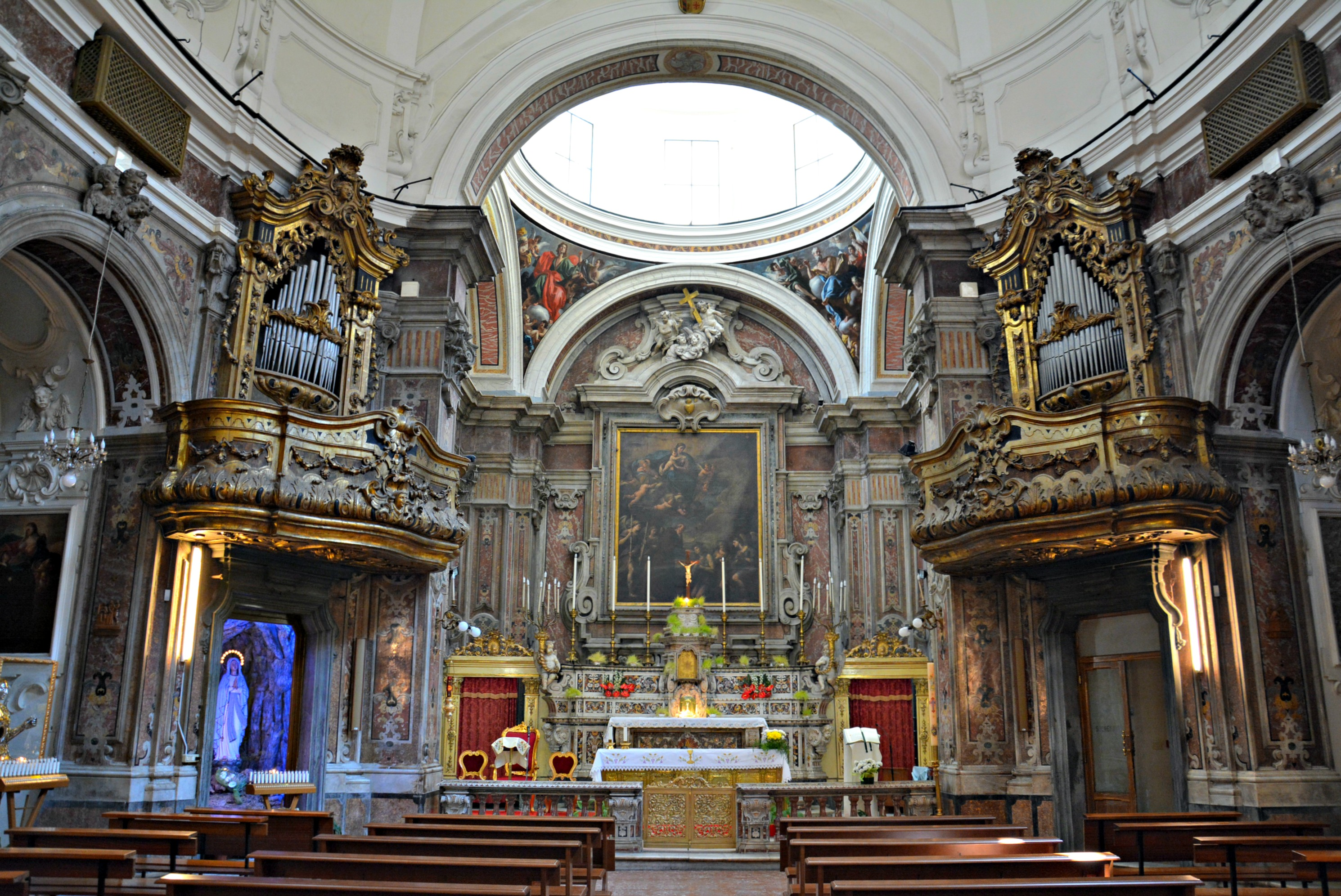
Autre vue.
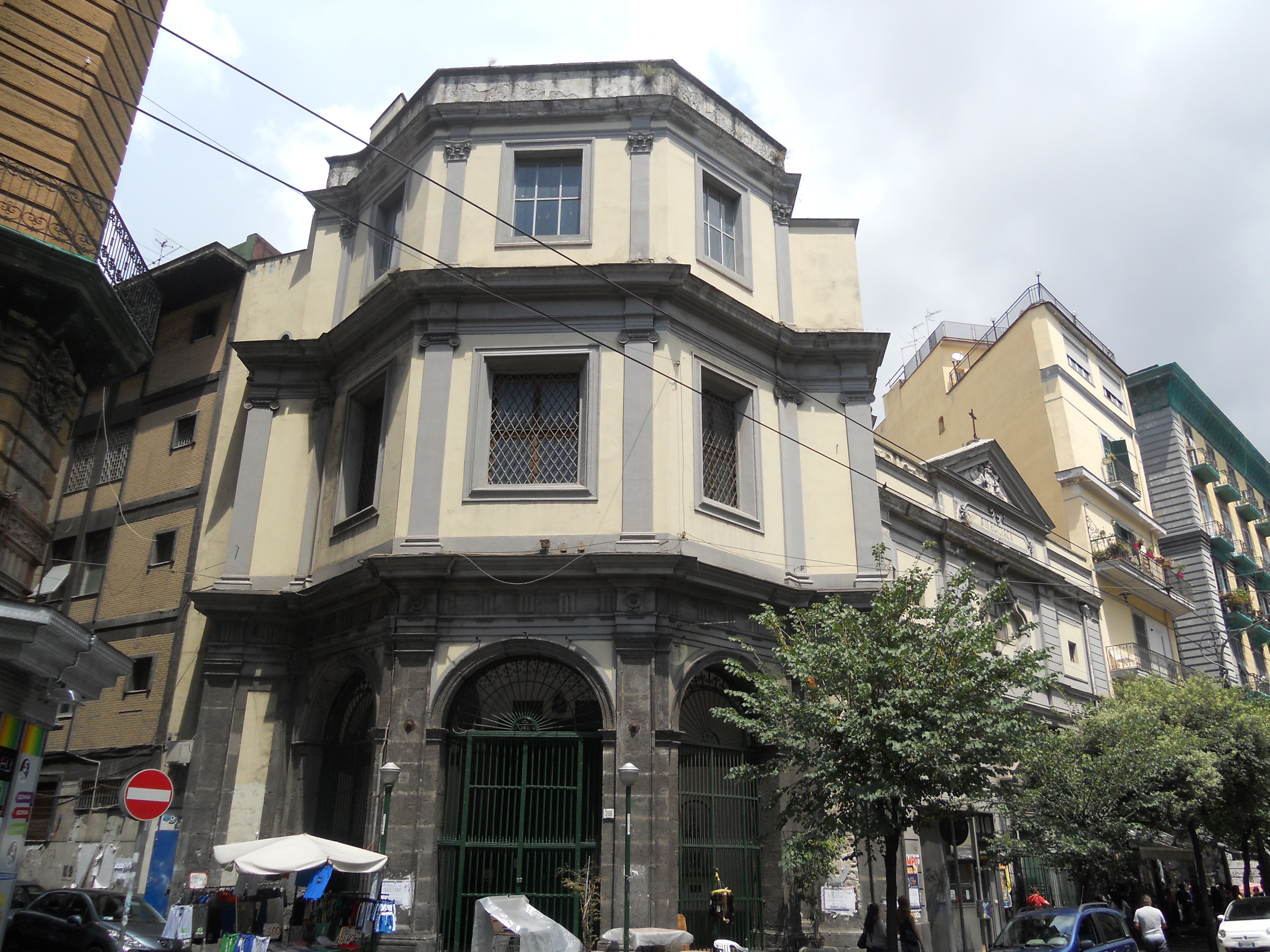
Façade de l'église.
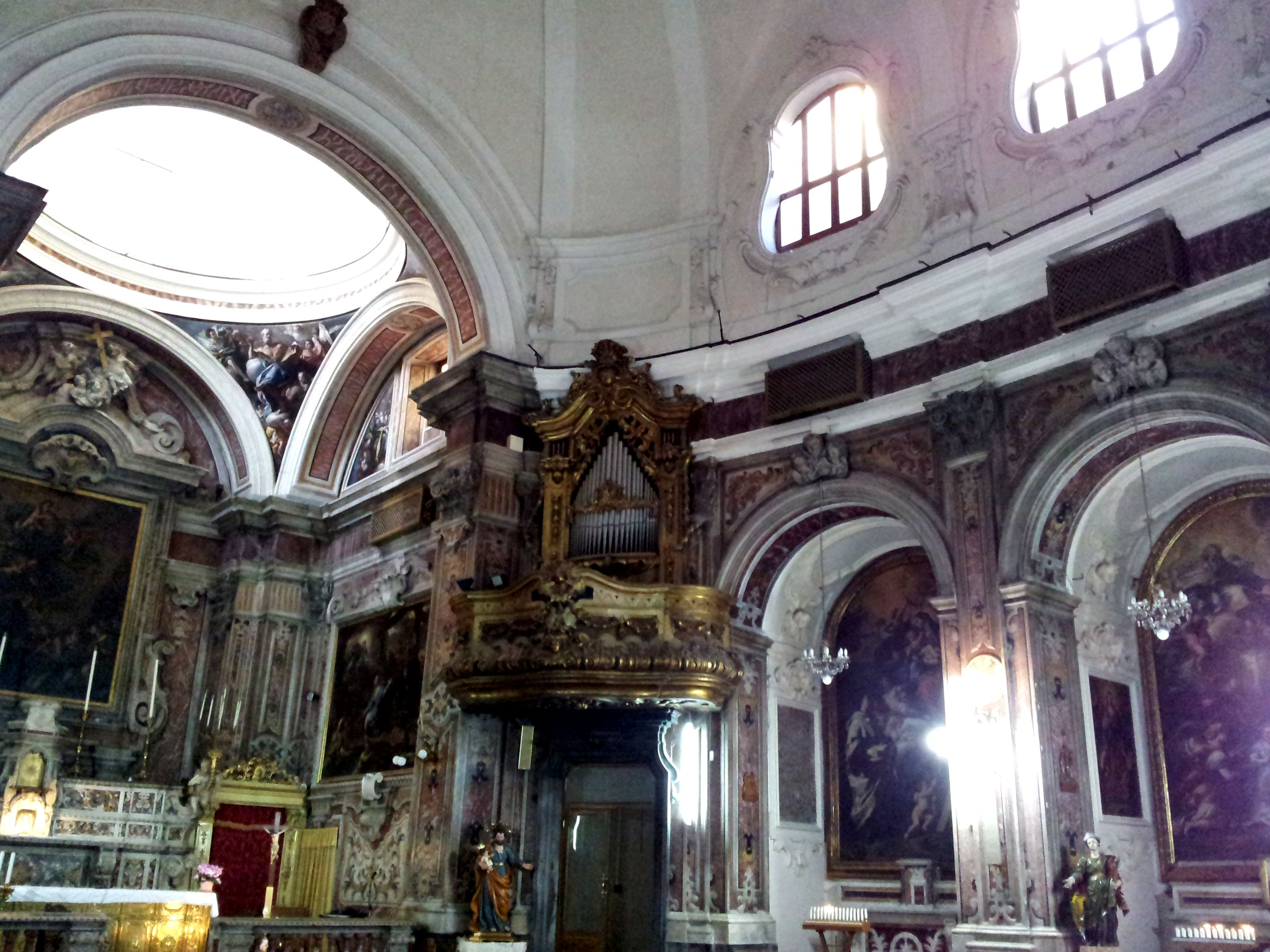
Détail de l'intérieur avec un orgue.

## Source de la traduction
- (it) Cet article est partiellement ou en totalité issu de l’article de Wikipédia en italien intitulé « Chiesa di Santa Maria Egiziaca a Forcella » (voir la liste des auteurs).